# سامانه مفهومی
یک سامانهٔ مفهومی، سامانه‌ای است که از اشیای غیر فیزیکی (مثل ایده‌ها یا مفهوم‌ها) تشکیل شده باشد. در این راستا یک سیستم به معنای مجموعه اشیای درون‌مرتبط و درون‌کاری در نظر گرفته می‌شود.
یک سامانهٔ مفهومی به‌طور ساده یک مدل مفهومی است. هیچ محدودیتی در این نوع از مدل به جز محدودیت‌های تخیل انسان وجود ندارد. اگر یک تناظر تجربی تائیدشده بین یک سامانهٔ مفهومی و یک سامانهٔ فیزیکی صورت گیرد، آنوقت آن سامانهٔ مفهومی، سامانهٔ فیزیکی را مدل‌سازی می‌کند. «ارزش‌ها، ایده‌ها، و باورهایی که نگاه هر انسان نسبت به جهان را می‌سازند» که یک مدل از جهان است؛ یک سامانهٔ مفهومی است که مدلی از یک سامانهٔ فیزیکی (جهان) می‌باشد. فردی که این مدل را دارد یک سامانهٔ فیزیکی است.
در روانشناسی و کار اجتماعی، وقتی دربارهٔ سامانهٔ مفهومی حرف می‌زنند، به مدل فرد از جهان اشاره دارند، اما اگر سعی کنند تا آن مدل را درک کنند، به ایجاد مدلی از آن مدل خواهند رسید، که تنها مدلی از رفتار فرد است. در هر حالت، این دقیقاً هدف عبارت کلی «سامانه‌های مفهومی» است.
این‌ها مثال‌هایی از سامانه‌های مفهومی هستند:
- مدل ارتباط-موجودیت
- برنامه‌نویسی شی‌گرا: اجازه می‌دهد تا سامانه‌های مفهومی به شیوهٔ مستحکم تعریف شوند
- فرامنطق
- زبان مدل‌سازی یکپارچه